# 무열로
무열로(Muyeol-ro)는 대구광역시 동구 효목동 효목네거리에서 수성구 만촌동 만촌네거리를 잇는 대구광역시의 도로이다.

## 주요 경유지
대구광역시
- 동구 (효목동) - 수성구 (만촌동)

## 노선
| 이름                      | 접속 노선     | 소재지        | 소재지        | 비고          |
| 동북로와 직결             | 동북로와 직결 | 동북로와 직결 | 동북로와 직결 | 동북로와 직결 |
| ------------------------- | ------------- | ------------- | ------------- | ------------- |
| 효목네거리 (효목지하차도) | 화랑로        | 대구광역시    | 동구          |               |
| (이름없음)                | 고모로        | 대구광역시    | 수성구        |               |
| 무열대삼거리              | 국채보상로    | 대구광역시    | 수성구        |               |
| (이름없음)                | 만촌로        | 대구광역시    | 수성구        |               |
| 만촌네거리                | 달구벌대로    | 대구광역시    | 수성구        |               |
| 청호로와 직결             |               |               |               |               |

## 주요 건물 및 시설
- 만촌2동 행정복지센터 (무열로 12/만촌동 942-6)
- GS칼텍스 샛별주유소 (무열로 73/만촌동 994-40)
- 기아자동차 오토큐 만촌점 (무열로 79/만촌동 994-37)
- 만촌지구대 (무열로 111/만촌동 977-11)
- S-OIL 무열로주유소 (무열로 181/만촌동 617-14)